# Gonçalo Inácio
Gonçalo Bernardo Inácio (Almada, 25 de agosto de 2001) é um futebolista português que atua como zagueiro. Atualmente joga no Sporting, clube da Primeira Liga, e representa a Seleção Portuguesa.

## Infância
Inácio nasceu em Almada, distrito de Setúbal, e cresceu no Seixal. Na infância, jogava futebol onde pudesse, tanto na rua como em casa. Assistia regularmente a jogos do Sporting no estádio, com o seu pai.
Apesar de não, como jovem, não possuir um ídolo em particular, Inácio destaca Jérémy Mathieu como referência.

## Carreira
Inácio começou a sua carreira no Almada, seu clube local, antes de se juntar à academia do Sporting. Previamente, treinara à experiência com o rival Benfica, mas acabou por decidir não se juntar às Águias após o carro do seu pai avariar em duas ocasiões quando este o levava para o treino. A 13 de janeiro de 2018, com 16 anos, Inácio assinou o seu primeiro contrato profissional com o Sporting.
A 6 de julho de 2022, Inácio foi convocado pela primeira vez para a equipa principal, não saindo do banco num empate por 0–0 contra o Moreirense, na Primeira Liga; inicialmente enfrentou alguma dificuldade em integrar-se na equipa, por ser tímido, mas foi ultrapassou tal adversidade graças ao apoio do treinador Rúben Amorim e dos seus colegas Nuno Mendes, Eduardo Quaresma e Tiago Tomás, com quem tinha travado amizade durante a sua passagem pelas camadas jovens do clube. A 4 de outubro, estreou-se pelo Sporting, substituindo Zouhair Feddal aos 62 minutos de jogo numa vitória por 2–0 em casa do Portimonense.
A 20 de março de 2021, Inácio marcou, de cabeça, o seu primeiro golo como profissional, numa vitória em casa por 1–0 sobre o Vitória SC. A 23 de janeiro, fez a assistência para o golo de Pedro Porro na final da Taça da Liga, com o Sporting a derrotar o Braga por 1–0; a sua performance na partida impressionou Amorim, levando o jovem a ultrapassar Luís Neto na ordem de escolha do treinador. Inácio jogou 20 vezes no campeonato, ajudando o Sporting a ser campeão pela primeira vez em 19 anos.
Inácio foi eleito Defesa do Mês do campeonato português em dezembro de 2021. A 29 de janeiro de 2022, na final da Taça da Liga, Inácio marcou, na 2ª parte, através de um cabeceio, ajudando o Sporting a derrotar o Benfica por 2–1 e conquistar novamente o troféu. A 1 de abril, o jovem renovou contrato pelos Leões até 2026.

## Carreira internacional
Inácio representou Portugal a nível Sub-17, Sub-18, Sub-19, Sub-20 e Sub-21, somando um total de 19 internacionalizações. A 26 de agosto de 2021, foi chamado à seleção principal por Fernando Santos, para jogos de qualificação para o Mundial de 2022 contra Azerbaijão e Irlanda e um amigável frente ao Qatar. No entanto, 4 dias depois, Inácio foi dispensado da convocatória após contrair uma lesão na coxa esquerda.
A 12 de novembro de 2021, Inácio estreou-se pelos Sub-21 portugueses, jogando os 90 minutos de uma vitória por 1–0 no Chipre, num jogo de qualificação para o Campeonato Europeu Sub-21 de 2023. 4 dias depois, Inácio marcou o seu primeiro golo pela equipa, numa goleada por 6–0, novamente contra o Chipre, disputada em Faro.
Em outubro de 2022, Inácio foi um dos 55 jogadores incluídos na pré-convocatória para o Mundial de 2022, jogado no Qatar. No entanto, não foi um dos 23 selecionados na convocatória final. A sua primeira partida pela seleção principal ocorreu a 23 de março de 2023, jogando os 90 minutos de uma vitória por 4–0 sobre o Liechtenstein, num jogo de qualificação para o Euro 2024 - a primeira partida da Seleção Portuguesa sob o comando de Roberto Martínez.

## Estatísticas na Carreira

### Clube
- Atualizado até 26 de maio de 2023[21]

| Clube             | Temporada         | Campeonato        | Campeonato | Campeonato | Taça  | Taça  | Taça da Liga | Taça da Liga | Competições Europeias | Competições Europeias | Outros | Outros | Total | Total |
| Clube             | Temporada         | Divisão           | Jogos      | Golos      | Jogos | Golos | Jogos        | Golos        | Jogos                 | Golos                 | Jogos  | Golos  | Jogos | Golos |
| ----------------- | ----------------- | ----------------- | ---------- | ---------- | ----- | ----- | ------------ | ------------ | --------------------- | --------------------- | ------ | ------ | ----- | ----- |
| Sporting CP       | 2020–21           | Primeira Liga     | 20         | 1          | 2     | 1     | 3            | 0            | —                     | —                     | —      | —      | 25    | 2     |
| Sporting CP       | 2021–22           | Primeira Liga     | 28         | 4          | 4     | 0     | 4            | 1            | 5                     | 0                     | 1      | 0      | 42    | 5     |
| Sporting CP       | 2022–23           | Primeira Liga     | 33         | 1          | 1     | 0     | 6            | 2            | 12                    | 1                     | —      | —      | 52    | 4     |
| Sporting CP       | 2023-24           | Primeira Liga     | 4          | 0          | -     | -     | -            | -            | -                     | -                     | -      | -      | 4     |       |
| Total de Carreira | Total de Carreira | Total de Carreira | 81         | 6          | 7     | 1     | 13           | 3            | 17                    | 1                     | 1      | 0      | 123   | 11    |

1. ↑  Jogos na Liga dos Campeões
2. ↑  Jogo na Supertaça Cândido de Oliveira
3. ↑  6 jogos na Liga dos Campeões, 6 jogos na Liga Europa

### Internacional
- Atualizado até 11 de setembro de 2023[22]

| Seleção  | Ano   | Jogos | Golos |
| -------- | ----- | ----- | ----- |
| Portugal | 2023  | 4     | 2     |
| Total    | Total | 4     | 2     |

## Títulos
Sporting CP
- Primeira Liga: 2020–21[9], 2023–24, 2024–25[23]
- Taça da Liga: 2020–21,[24] 2021–22[11]
- Supertaça Cândido de Oliveira: 2021[25]
- Taça de Portugal: 2024–25[26]

Portugal
- Liga das Nações da UEFA: 2024–25[27]

Individual
- Defesa do Mês da Primeira Liga: dezembro de 2021[10]
- Jovem Jogador do Mês da Primeira Liga: novembro de 2021